# Filippinerna i olympiska vinterspelen 2014
Filippinerna deltog med en deltagare vid de olympiska vinterspelen 2014 i Sotji. Landets deltagare erövrade ingen medalj.